# Vanilla Fudge (альбом)
Vanilla Fudge — дебютный студийный альбом американской группы Vanilla Fudge, выпущенный в 1967 году.

## Об альбоме
Диск стал самым успешным в дискографии группы, достигнув 6 места в чарте Billboard 200 в сентябре 1967 года. Сокращённая до 3 минут песня «You Keep Me Hangin’ On» была издана в качестве сингла, с «Take Me for a Little While» на обратной стороне и достигла 6 места в Billboard Hot 100.
Не считая трёх коротких интерлюдий названных «Illusions of My Childhood», все песни являются кавер-версиями известных хитов, сыгранными заметно медленнее оригиналов.
По словам Кармайна Эпписа, идея записать кавер-версию «You Keep Me Hangin’ On» принадлежит Марку Стейну и Тиму Богерту. Группа замедляла песни и слушала текст, пытаясь понять, что же этот текст диктует. Им понравилась ранящая эмоциональность песни. «При прослушивании быстрого оригинала «Hangin’ On» The Supremes, она звучит очень радостно, хотя текст в ней совсем невесёлый. Если вы прошли через подобную ситуацию, текст определённо не покажется весёлым».  
Также, по словам Апписа, «People Get Ready» относится к госпелу. А «Eleanor Rigby» жуткая и отдающая церковью, словно фильм ужасов»». Во вступлении к «Bang Bang» звучит фрагмент детского стишка «Ring Around the Rosie».
В 1988 году альбом был издан на CD. Особенностью CD-издания является то, что в отличие от оригинального конверта пластинки, на задней обложке все интерлюдии обозначаются буквами, складывающимися во фразу «STRAWBERRY FIELDS». Эта фраза является отсылкой к песне The Beatles «Strawberry Fields Forever». Альбом посвящён миссис Люси Монако.

## Список композиций
| №  | Название           | Автор(ы)         | Оригинальный исполнитель | Длительность |
| -- | ------------------ | ---------------- | ------------------------ | ------------ |
| 1. | «Ticket to Ride»   | Леннон/Маккартни | The Beatles              | 5:40         |
| 2. | «People Get Ready» | Кёртис Мэйфилд   | The Impressions          | 6:30         |
| 3. | «She’s Not There»  | Род Арджент      | The Zombies              | 4:55         |
| 4. | «Bang Bang»        | Сонни Боно       | Шер                      | 5:20         |

Первая сторона заканчивается вставкой со словами «The following is a series of high-frequency tones...»
| №   | Название                                 | Автор(ы)                                      | Оригинальный исполнитель | Длительность |
| --- | ---------------------------------------- | --------------------------------------------- | ------------------------ | ------------ |
| 5.  | «Illusions of My Childhood — Part One»   |                                               | Vanilla Fudge            | 0:20         |
| 6.  | «You Keep Me Hangin’ On»                 | Брайан Холлэнд, Ламонто Дозир, Эдвард Холлэнд | The Supremes             | 6:42         |
| 7.  | «Illusions of My Childhood — Part Two»   |                                               | Vanilla Fudge            | 0:23         |
| 8.  | «Take Me for a Little While»             | Трэйд Мартин                                  | Иви Сэндс                | 3:27         |
| 9.  | «Illusions of My Childhood — Part Three» |                                               | Vanilla Fudge            | 0:23         |
| 10. | «Eleanor Rigby»                          | Леннон/Маккартни                              | The Beatles              | 8:10         |

## Участники записи
- Марк Стейн — вокал, клавишные
- Винс Мартелл — гитара, бэк-вокал
- Тим Богерт — бас-гитара, бэк-вокал
- Кармайн Аппис — ударные, бэк-вокал

Производство
- «Тень» Мортон — продюсер
- Джо Венери — звукорежиссёр
- Билл Стал — звукорежиссёр
- Хейг Адишиян — дизайн
- Ричард Стивенс — фото для обложки
- Брюс Лоуренс — фото для задней обложки